# Lazar Kaganovič
Lazar Mojsejevič Kaganovič (rusky Лазарь Мойсеевич Каганович; 10. listopadujul./ 22. listopadu 1893greg. Kabany, poblíž Radomyšle, Ruské impérium – 25. července 1991 Moskva) byl sovětský politik a blízký spolupracovník Josifa Stalina. Jeho bratrem byl politik Michail Kaganovič.

## Život

### Raná politická kariéra
Kaganovič se narodil v roce 1893 židovským rodičům ve vesnici Kabany na Ukrajině. Nedokončil ani jednu třídu školy. Později jako původní profesi uváděl profesi obuvník, ale nebyl v oboru vyučen. V roce 1911 se připojil k bolševikům. V roce 1915 se stal Kaganovič komunistickým organizátorem v továrně na obuv, kde pracoval. Téhož roku byl zatčen a poslán zpět do Kaban. V květnu roku 1917 se Kaganovič stal vůdcem armádní organizace bolševiků v Saratově. Během říjnové revoluce byl vůdcem vzpoury v Homelu.

### Komunistický činitel

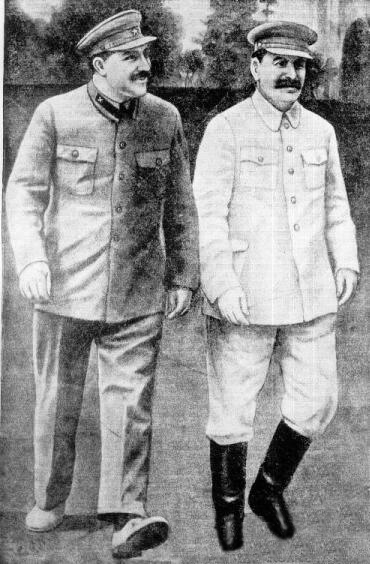
Kaganovič (vlevo) se Stalinem retušovaná a dokreslená fotografie

V roce 1918 působil Kaganovič v Rudé armádě. V té době byl předsedou Nižněnovgorodské oblasti. V letech 1919–1920 byl také vůdcem Voroněžské gubernie. V roce 1922 působil Kaganovič v Turkmenistánu, kde byl jedním z vůdců bolševického tažení proti místním muslimským rebelům (basmačům), a také vedl následující trestné výpravy proti místní opozici.
V roce 1924 se stal Kaganovič členem ústředního výboru. V letech 1925–1928 byl Kaganovič vůdcem komunistické strany Ukrajinské SSR. Na Ukrajině byl znám svou přísnou politikou pronásledování kulaků (majetných rolníků) a odporem vůči umírněné politice Nikolaje Bucharina, který argumentoval ve prospěch pokojné integrace kulaků do socialismu. Když byl roku 1934 zvolen generálním tajemníkem místo Sergeje Kirova opět Stalin, Kaganovič do volby rozhodující měrou zasáhl. Podle pravidel kandidát, který měl méně nepřátelských hlasů, se stal generálním tajemníkem. Předtím, než Kaganovič volby zmanipuloval, dostal Stalin 292 nepřátelských hlasů, zatímco Kirov jen tři. Konečné výsledky po Kaganovičově zásahu ukázaly, že Stalin prošel jen se dvěma nepřátelskými hlasy.
V roce 1930 se stal Kaganovič členem politbyra. Dohlížel na uskutečňování Stalinovy hospodářské politiky, včetně kolektivizace zemědělství a rychlé industrializace.
Ve třicátých letech Kaganovič organizoval stavbu moskevského metra (jedna síť nesla do roku 1955 jeho jméno). Během té doby dohlížel na ničení mnoha městských památek včetně katedrály Krista Spasitele. V roce 1932 vedl nelítostné potlačení dělnické stávky v Ivanově.

### Hladomor na Ukrajině
Kaganovič podporoval politiku kolektivizace a byl mu lhostejný hladomor na Ukrajině, při němž zemřely miliony Ukrajinců hlady. Podobná politika také způsobila enormní utrpení v sovětské středoasijské republice Kazachstánu, na Krymu, na Volze a dalších částech Sovětského svazu. Kaganovič cestoval na Ukrajinu, do středního Ruska, severního Kavkazu a Sibiře, a požadoval zrychlení kolektivizace a další represe proti kulakům. Kaganovič měl na hladomoru na Ukrajině lví podíl.

### Za teroru, za války a krátce po ní
V letech 1935–1937 pracoval Kaganovič jako lidový komisař pro železnice. Ještě než začal velký teror, organizoval zatčení tisíců správců železnic a manažerů jako předpokládaných sabotérů.
V letech 1937–1939 sloužil Kaganovič jako komisař pro těžký průmysl. V letech 1939–1940 sloužil jako komisař pro ropný průmysl. Každý z jeho úkolů byl spojen se zatýkáním, což mělo zlepšit disciplínu ve shodě se Stalinovou politikou.
Ve všech stranických konferencích požadoval Kaganovič zvětšené úsilí v pátrání a pronásledování špionů a sabotérů. Pro svou krutost ve výkonu Stalinových požadavků dostal přezdívku Železný Lazar.
Jedním z mnoha, kteří zahynuli během teroru, byl i Lazarův bratr, komisař leteckého průmyslu Michail Kaganovič. V roce 1941 Stalin prohlásil, že Michail sympatizoval s pravicí. Lazar Michailovi tuto událost oznámil telefonem. Ten den Michail spáchal sebevraždu.
Během Velké vlastenecké války zastával Kaganovič pozici komisaře (člena vojenské rady) Severokavkazského frontu a Transkavkazského frontu. V letech 1943–1944 se stal opět komisařem pro železnice. V letech 1944–1947 byl Kaganovič komisařem pro stavební materiály. V roce 1947 se stal prvním ministrem Ukrajinské komunistické strany. Během let 1952–1957 byl prvním vicepremiérem rady ministrů.

### Pozdější doba

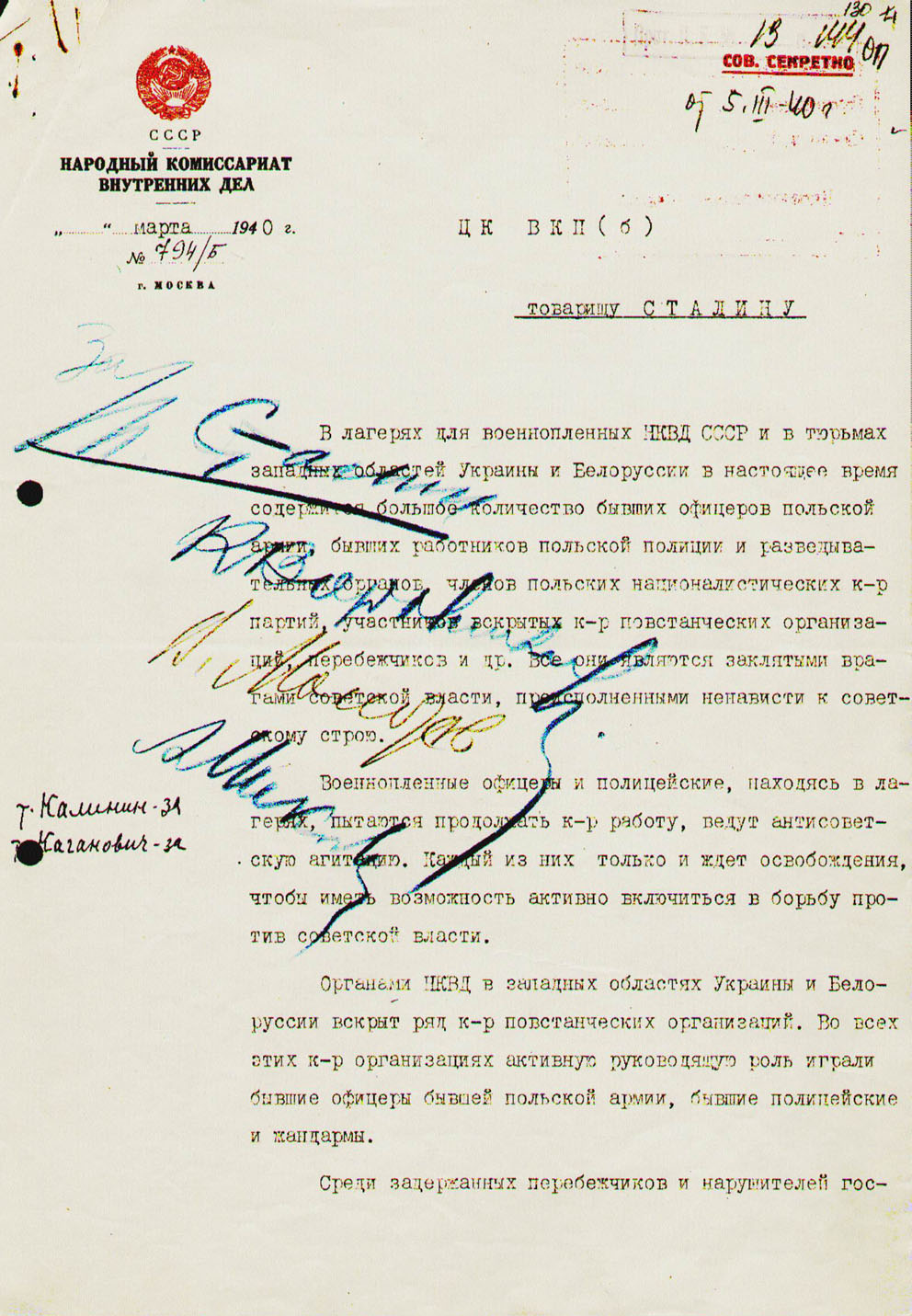
Příkaz k vyvraždění zajatých polských důstojníků podepsaný Stalinem, vrchním sovětským vůdcem, Klimentem Vorošilovem, významným maršálem Rudé armády, Molotovem, sovětským diplomatem, a také Anastázem Mikojanem, vrchní autoritou Státního výboru obrany a souhlas k vraždě podepsaný Michailem Kalininem a Lazarem Kaganovičem

Kaganovič byl znám vysokou pracovní výkonností, osobní loajalitou vůči Stalinovi a celkovým nedostatkem vlastních názorů. Ačkoli byl členem politbyra, začal po Stalinově smrti roku 1953 rychle ztrácet vliv. V roce 1957 se spolu s nekompromisními stalinisty Vjačeslavem Molotovem, Klimentem Vorošilovem a Georgijem Malenkovem účastnil nepodařeného stranického převratu proti Nikitovi Chruščovovi, který roku 1955 zahájil se svým spojencem Nikolajem Bulganinem proces destalinizace. Následkem neúspěšného převratu byl Kaganovič přinucen odejít z politbyra a ústředního výboru a dostal pozici ředitele malé uralské továrny na výrobu draslíku. V roce 1961 odešel do penze.
Lazar Kaganovič zemřel v 97 letech, těsně před zánikem Sovětského svazu. Byl posledním žijícím starým bolševikem. Je pohřben na Novoděvičím hřbitově v Moskvě.

### Spolupachatel Katyňského masakru

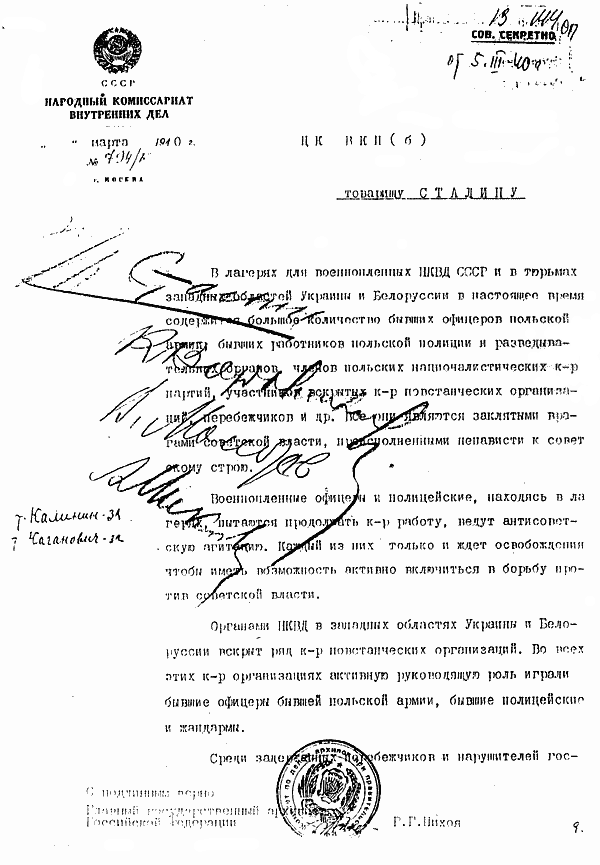
Berijův doplněk, str. 1
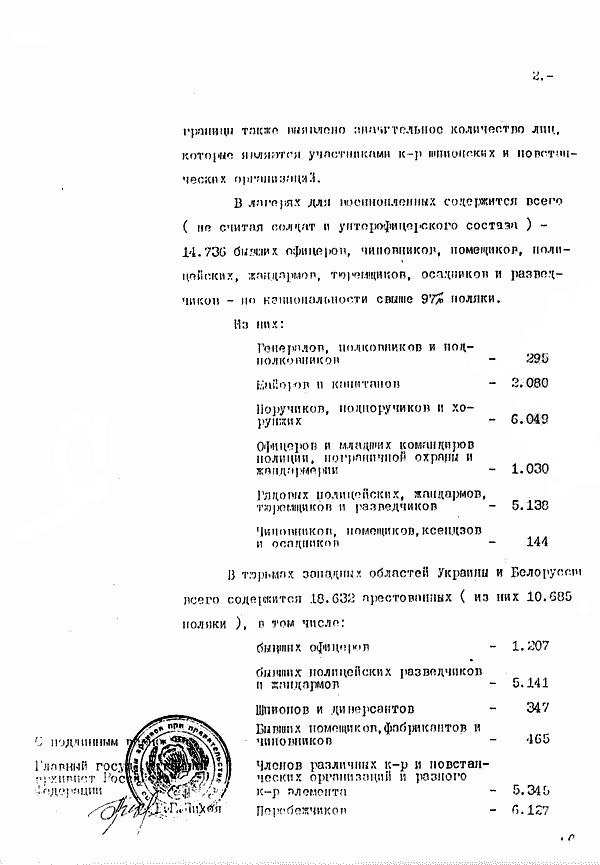
str. 2
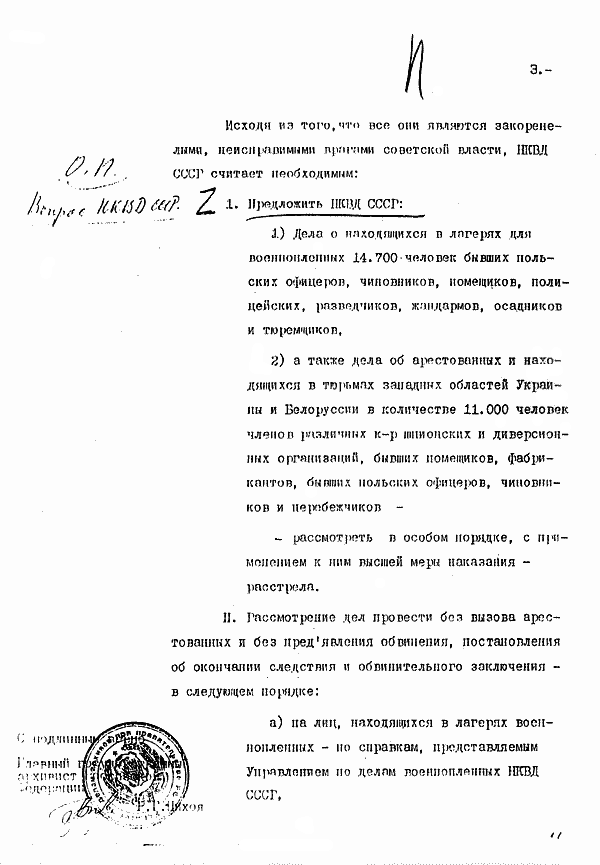
str. 3
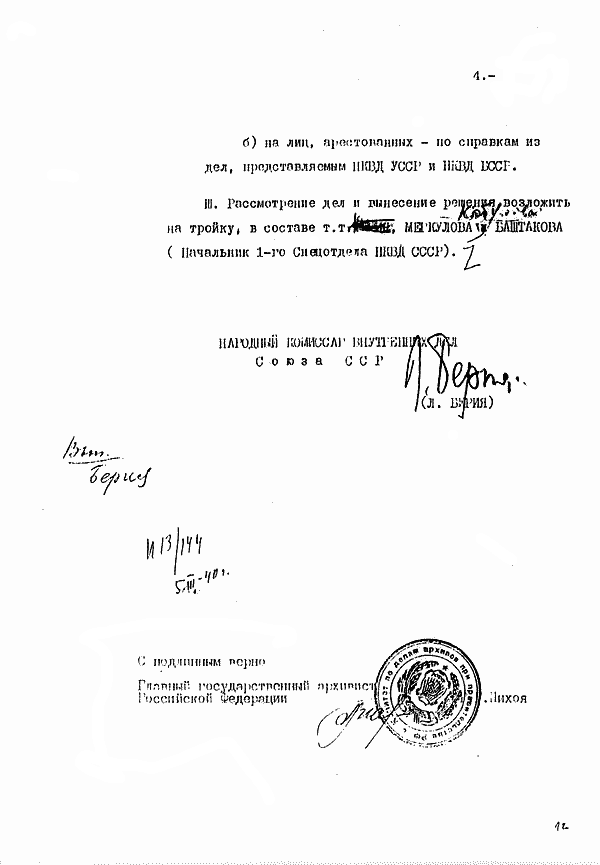
str. 4